# Sitio de Génova (1522)
El sitio de Génova (20-30 de mayo de 1522) fue llevado a cabo por un ejército imperial bajo el mando de Fernando de Ávalos y Prospero Colonna contra las fuerzas francesas defensoras de la ciudad, comandadas por Odet de Cominges. 
Como Génova se había negado a rendirse, se permitió a los soldados imperiales saquear la ciudad una vez cayó. Esta victoria supuso que las tropas de Francia lideradas por Thomas de Foix-Lescun, rindiera el Castillo Sforzesco de Milán a Francisco II Sforza días después. 